# Laniisoma
Laniisoma är ett fågelsläkte i familjen tityror inom ordningen tättingar. Släktet omfattar endast en till två arter som förekommer i Sydamerika från Venezuela till Bolivia samt i sydöstra Brasilien:
- Brasiliensorgfågel (L. elegans)
- Andinsk sorgfågel (L. buckleyi) – behandlas ofta som underart till elegans[1]

Tidigare behandlades släktet som en del av familjen kotingor (Cotingidae).